# کلیسای نور
کلیسای نور که گاهی کلیسای نورانی نیز خوانده می‌شود، توسط تادائو آندو طراحی و در سال ۱۹۸۹ در شهر ایباکی در اوزاکای ژاپن ساخته شده‌است. این کلیسا به کلیسای کوچک و خانهٔ وزیر که قبلاً در محل وجود داشت اضافه شده‌است. کلیسا به شکل یک مکعب مستطیل (۶×۱۸×۶ متر) است که دیواری با زاویهٔ ۱۵º از آن عبور کرده و مکعب را به یک کلیسا و محوطهٔ ورودی تقسیم کرده‌است. نیمکت‌ها از داربست بکار رفته در ساختمان درست شده‌اند که به سمت محراب پایین می‌آیند. همان‌طور که در شکل دیده می‌شود، صلیبی در دیوار پشت محراب بریده شده‌است که هنگام صبح روشن می‌شود. (این دیوار رو به شرق است)